# Alfombra de Ardabil
La alfombra Ardabil (o alfombra Ardebil) es el nombre de dos alfombras persas famosas diferentes, la más grande y conocida se encuentra ahora en el Victoria and Albert Museum de Londres. 
Originalmente había dos alfombras presumiblemente idénticas, y la alfombra de Londres, tal como fue restaurada y reconstruida en el siglo XIX, usa secciones de ambas. Ahora mide 10,51 m x 5,35 m. La otra alfombra, ahora en el Museo de Arte del Condado de Los Ángeles, y más pequeña, mide 718,82 x 400,05 cm, se componía de los perfiles en adecuado estado sin utilizar para la alfombra londinense. Ambas alfombras son ahora más pequeñas (más cortas en particular) de lo que hubieran sido originalmente, y hay otros fragmentos en varias colecciones que parecen provenir del proceso de reconstrucción. 
Las alfombras tienen un diseño típico de Tabriz, con un medallón central y diseños más pequeños y ornamentados alrededor Tales medallones y formas fueron fundamentales para el diseño y la realidad de los jardines persas, un símbolo común del paraíso para los seguidores del Islam.

## Descripción
Las alfombras tienen una decoración geométrica, de inspiración caucásica. La decoración de los bordes es muy elaborada. La lana del terciopelo es bastante apagada y los hilos más bien toscos. El campo es de color marfil y los motivos presentan tintes muy vivos con gran profusión de empleo del rojo y del verde pistacho.